# 스파프랑코르샹 서킷
스파프랑코르샹 서킷(Circuit de Spa-Francorchamps)은 벨기에 리에주주 스타벨로에 있는 서킷이다. 현재 포뮬러 원 벨기에 그랑프리를 주최하고 있는 서킷이며, 1925년에 첫 그랑프리를 개최하였으며, 1985년부터는 2003년과 2006년을 제외한 매년마다 그랑프리를 개최했다.
스파프랑코르샹은 또한 스파 24시간 레이스, WEC 스파 6시간 레이스, TCR 스파 500 등과 같은 국제대회도 주최하고 있다.
스파프랑코르샹 서킷은 개장 이래 여러번 개축되었는데, 특히 1979년에는 안전을 고려하여 공도가 포함되어 있었던 14.10km의 서킷 대신 전구간 전용 서킷인 6.95km로 트랙을 줄이는 큰 변화가 있었다.
그 이름과 달리 스파프랑코르샹 서킷은 스파가 아니라 스타블로와 말메디의 경계에 위치한 프랑코르샹에 위치하고 있다.

## 트랙 구성

### 이전 레이아웃

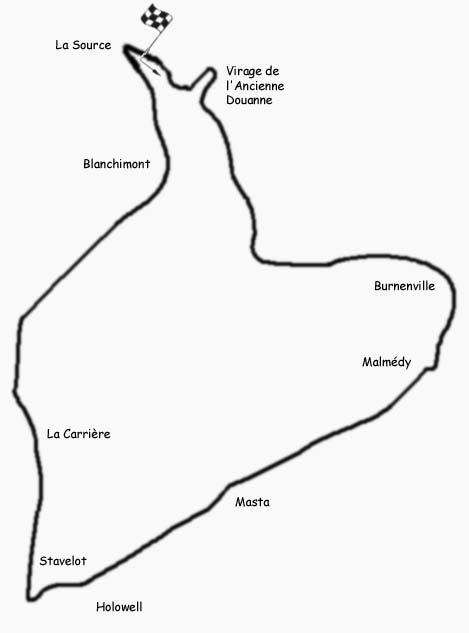
기존 15km 레이아웃

쥘 드 티에르(Jules de Thier)와 앙리 랑글루아 판 오펨(Henri Langlois Van Ophem)이 1920년에 디자인한 원래 코스는 벨기에의 프랑코르샹, 말메디와 스타블로를 잇는 공용도로를 사용하게 되어 있었다. 트랙 최초의 레이스는 원래 1921년 8월에 계획되어 있었지만, 단 한 명의 드라이버만이 참가 신청을 한 관계로 취소되었다. 트랙 최초의 레이스는 그 이후 1922년에 열리게 되었고, 1924년에는 프랑코르샹 24시 레이스가 처음 펼쳐졌다.
공도를 트랙에 포함했던 르망 서킷처럼, 고속 구간으로 이루어진 스파프랑코르샹 또한 인명사고로 악명높았다. 1969년 F1 드라이버들은 스파프랑코르샹 트랙이 위험하다며 벨기에 그랑프리를 보이콧했고, 현대 트랙으로 개장된 이후 1983년까지 스파프랑코르샹에서 F1 경주는 열리지 않았다.

### 신규 레이아웃

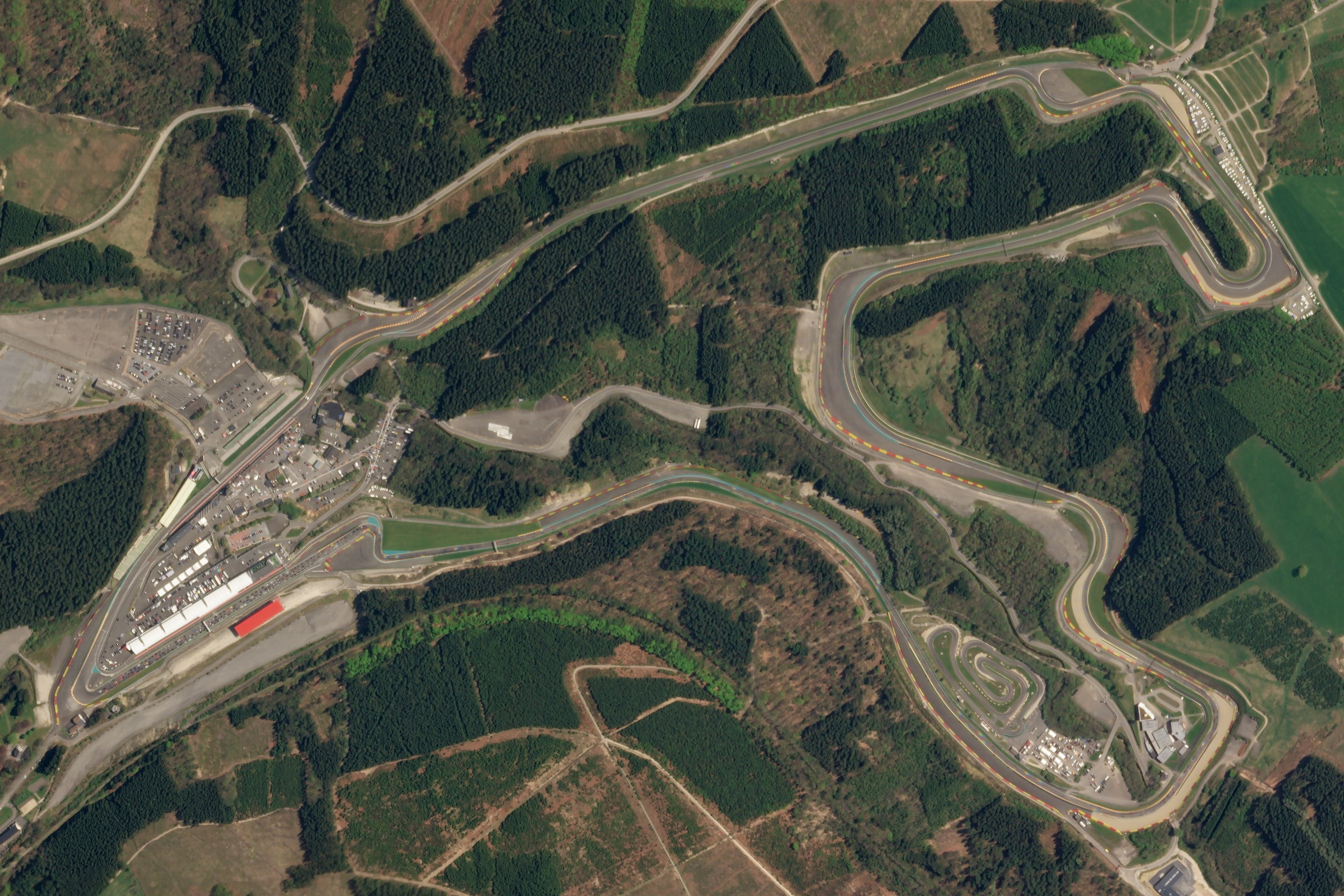
현용 서킷을 촬영한 위성 사진

처음 개장한 이래 스파프랑코르샹 서킷은 몇 번의 수정을 거쳤다. 가장 큰 변화는 1979년 14km에 달했던 서킷을 7km로 줄인 것이다. 본래 오 루즈 이전에 위치했던 출발지점은 1981년에 라 소스 헤어핀 이전으로 옮겨졌다.

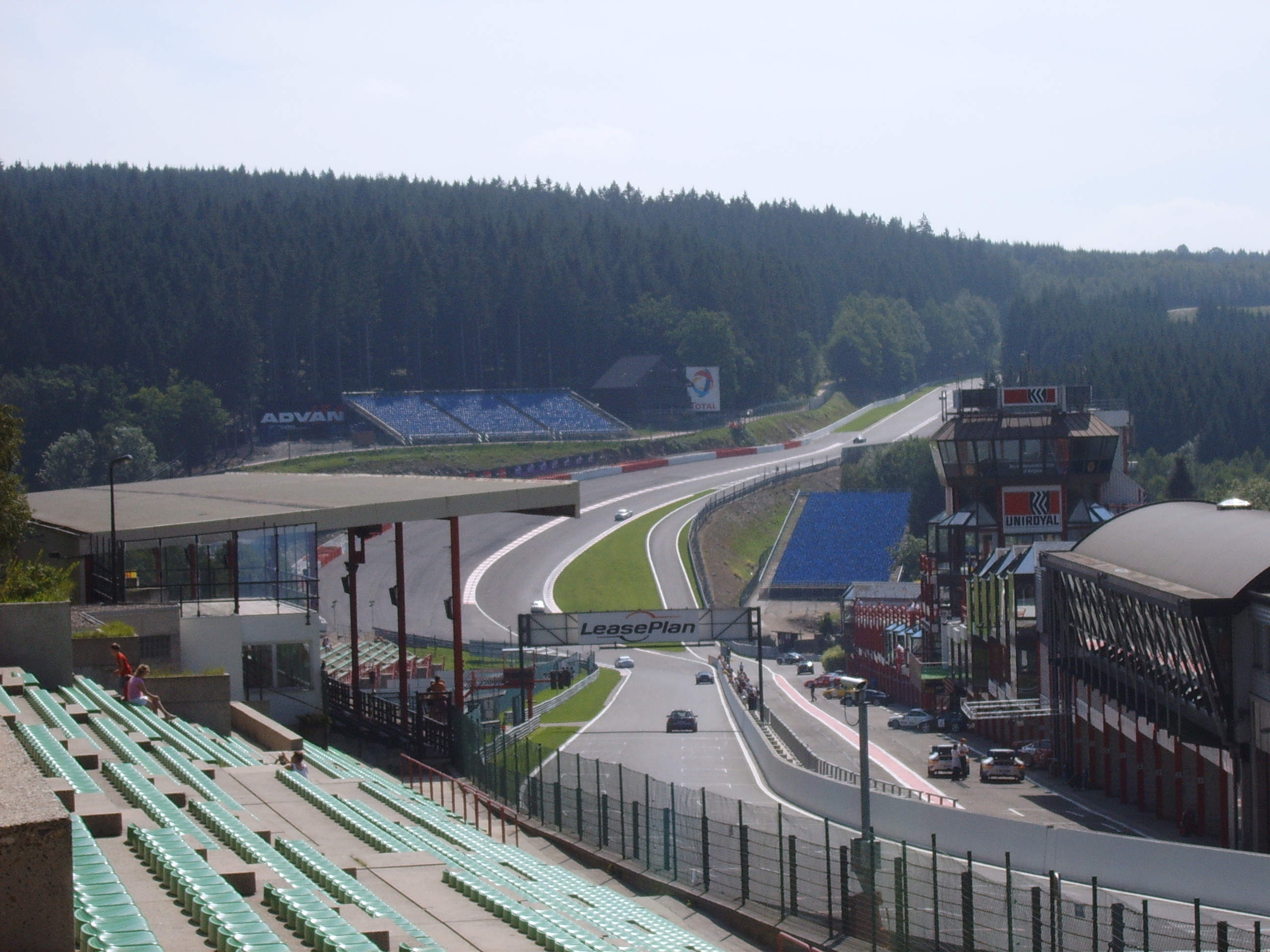
오 루즈 골짜기의 "라디옹" 구간

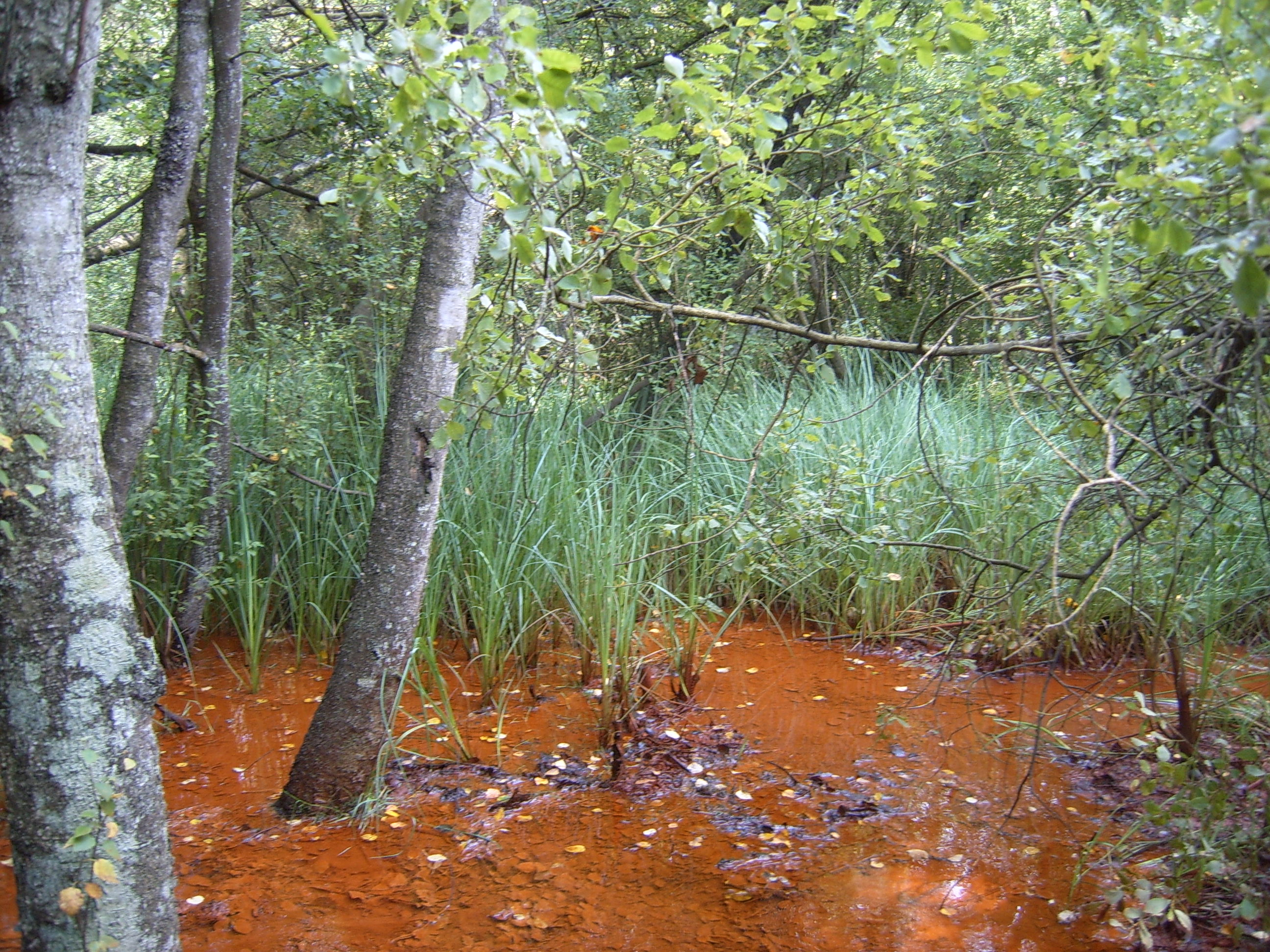
서킷 주변에 흐르는 작은 시내 ("Eau rouge")

#### 오 루즈
스파프랑코르샹 서킷의 가장 유명한 부분은 오 루즈(Eau Rouge)와 라디옹(Raidillon) 구간이다. 드라이버들은 라 소스(La Source) 헤어핀을 빠져나온 직후 프랑스어로 "붉은 시냇물"이라는 뜻의 오 루즈를 지나는 트랙을 통과하며, 꼭대기가 시야에 보이지 않는 가파른 오르막을 왼쪽-오른쪽-왼쪽으로 쓸어가며 주행하게 된다. 엄밀하게 언급할 때에는 오르막 최하단의 왼쪽 커브만을 오 루즈라고 부르며, 오르막을 오른쪽으로 돌며 가파르게 올라가는 커브를 라디옹이라고 부르는데 이 라디옹은 1939년 코스를 개축하면서 새로 생긴 구간이다. 이어지는 긴 직선 구간인 케멜 스트레이트(Kemmel Straight)를 빠르게 지나 레 콤브(Les Combes) 코너들에서 추월 기회를 만들기 위해 드라이버들은 이 구간을 능숙하게 주행할 수 있어야 한다.

## 같이 보기
- 뉘르부르크링